# Hyke Koopmans
Hijke Adriana (Hyke) Koopmans (Akkrum,  28 juni 1924 - Bunnik, 22 augustus 2010) was een Nederlands beeldend kunstenaar die actief was als textielkunstenaar en galeriehouder. Daarnaast was zij actief als wever en docent.

## Biografie
Koopmans is opgeleid aan het Instituut voor Kunstnijverheidsonderwijs te Amsterdam.
Zij was werkzaam in Amsterdam en als galeriehouder van Galerie Het Kapelhuis in Amersfoort. 
De galerie voor toegepaste kunst ontving in 1985 een onderscheiding van de Stichting Françoise van den Bosch voor de bevordering van de belangstelling voor het hedendaagse sieraad.
In de galerie werden exposities gemaakt met werk van sieraadontwerpers en edelsmeden als Gijs Bakker, Nicolaas van Beek, Françoise van den Bosch, Jo Citroen, Archibald Dumbar, Joke Gallmann, Marion Herbst, Emmy van Leersum, Riet Neerincx, Anneke Schat, Robert Smit en Chris Steenbergen. De galerie heeft zodoende bijgedragen aan de ontwikkeling en de erkenning van het vak sieraadontwerper.
Koopmans ontwierp onder meer (kleding)stoffen. Van 1950 tot haar dood heeft zij samengeleefd met Margje Blitterswijk.